# Мокхтарі
Мокхтарі (перс. مختاري) — село на сході Ірану, остану Хорасан-Резаві. У 2006 році в селі було 119 людей у 29 сім'ях.